# Tom LaGarde
Thomas Joseph "Tom" LaGarde (Detroit, 10 de fevereiro de 1955) é um ex-basquetebolista estadunidense que conquistou a Medalha de ouro disputada nos XXI Jogos Olímpicos de Verão realizados em 1976 na cidade de Montreal, Canadá.